# Ephesia subfusca
Ephesia subfusca är en fjärilsart som beskrevs av Franz Dannehl 1933. Ephesia subfusca ingår i släktet Ephesia och familjen nattflyn. Inga underarter finns listade i Catalogue of Life.